# Farinera del Sindicat Agrícola de Cervera
La Farinera del Sindicat Agrícola de Cervera és un edifici modernista projectat per l'arquitecte Cèsar Martinell i Brunet a Cervera.

## Història
El 'Sindicat Agrícola de Cervera i sa Comarca', va ser fundat el 1919 per iniciativa d'un grup de pagesos de 121 pobles de tota la comarca sota la direcció de Ramon Vidal i Trull, propietari terratinent de Montpalau. Plegats volien fer front a l'abandó del camp per part de moltes famílies, que en aquella època ja començava a ser evident. L'edifici de la Farinera va ser construït, doncs, entre els anys 1920 i 1922.
Un any després, el dia 7 d'agost de 1923, l'edifici es va veure afectat per un incendi que va provocar la destrucció total de l'edifici. Els bombers de la Segarra, juntament amb els treballadors i els veïns de Cervera van aconseguir apagar-lo després de moltes hores.
Cap als anys cinquanta, el Sindicat comptava amb unes instal·lacions capdavanteres en el món rural, amb els més diversos equipaments. També tenia una flota de transport i un magatzem a Sant Guim de Freixenet, obra del mateix arquitecte, Cèsar Martinell, que havia estat deixeble de Gaudí i s'especialitzà en construccions de caràcter agrícola, com molts dels cellers cooperatius de les comarques de Tarragona.
Combinant les formes modernistes i els nous materials, Martinell va saber dotar d'una gran bellesa les construccions funcionals pròpies del món del treball. El Sindicat és l'edifici modernista més important de Cervera amb el que es va fer front a una llei que prohibia la comercialització del blat més enllà dels límits provincials. L'estratègia del Sindicat Agrícola de Cervera per afrontar aquesta llei va fonamentar-se en la conversió d'aquesta entitat en fabricant de farina, producte que no tenia limitacions en la comercialització. Aquesta estratègia és, doncs, la que explica la construcció de l'edifici.
L'edifici va tenir activitat fins a la dècada dels setanta, quan es va tancar definitivament. L'any 2002 la Paeria de Cervera va comprar-lo i el 2003 va ser declarat Bé cultural d'interès nacional.
El març de 2023 s'hi va instal·lar a l'ala sud de l'edifici el Museu del Blat, que fins al 2012 havia estat allotjat a l'Hospital de Sant Joan de Jerusalem, al carrer Major de Cervera.

## L'edifici
Situada als afores de la població, al peu de l'estació de tren, va ser construïda per encàrrec de l'antic Sindicat Agrícola de Cervera. El conjunt de La Farinera no està format només per la fàbrica, pròpiament dita, sinó que va comportar també la construcció d'un local social, magatzems auxiliars de cereals, una panificadora i la urbanització de dos carrers.
L'edifici principal està format per tres cossos o volums en forma d'U i que s'adapta a la forma irregular de la parcel·la organitzant un pati de forma trapezoidal. El cos nord o magatzem de blat està format per una planta soterrània i dotze sitges. A l'est s'hi va afegir un volum de dues plantes i a ponent un altre volum amb el gran cos de l'escala coronat amb la torre d'aigua coberta per una cúpula que és el símbol de la fàbrica. Aquesta torre, coneguda amb el nom de Torre del Treball, forma part de la trilogia de les torres de Cervera i estableix un diàleg amb la Torre de la Fe o campanar de l'església i la Torre de la Ciència o torres de la Universitat.
Pel que fa a les façanes de l'edifici principal, destaca l'ús dels arcs parabòlics per definir a l'exterior la posició dels espais ocupats per les sitges i l'ús constant de la composició en tres nivells de les façanes, fent servir diferents materials i textures, tal com ja havia utilitzat Martinell en els cellers cooperatius.
En l'edifici de La Farinera de Cervera i en les construccions agràries d'aquest període destaquen, a més dels valors arquitectònics, el fet que representen la manifestació arquitectònica visible del que va ser el cooperativisme agrari a Catalunya des de les acaballes del segle xix, un moviment que es va estendre per la Conca de Barberà, el Priorat, l'Alt Camp, el Baix Camp i la Segarra, i que socialment va quedar interromput per la guerra civil, deixant, això no obstant, una notable implantació cultural i arquitectònica.